# Derek W. Yalden

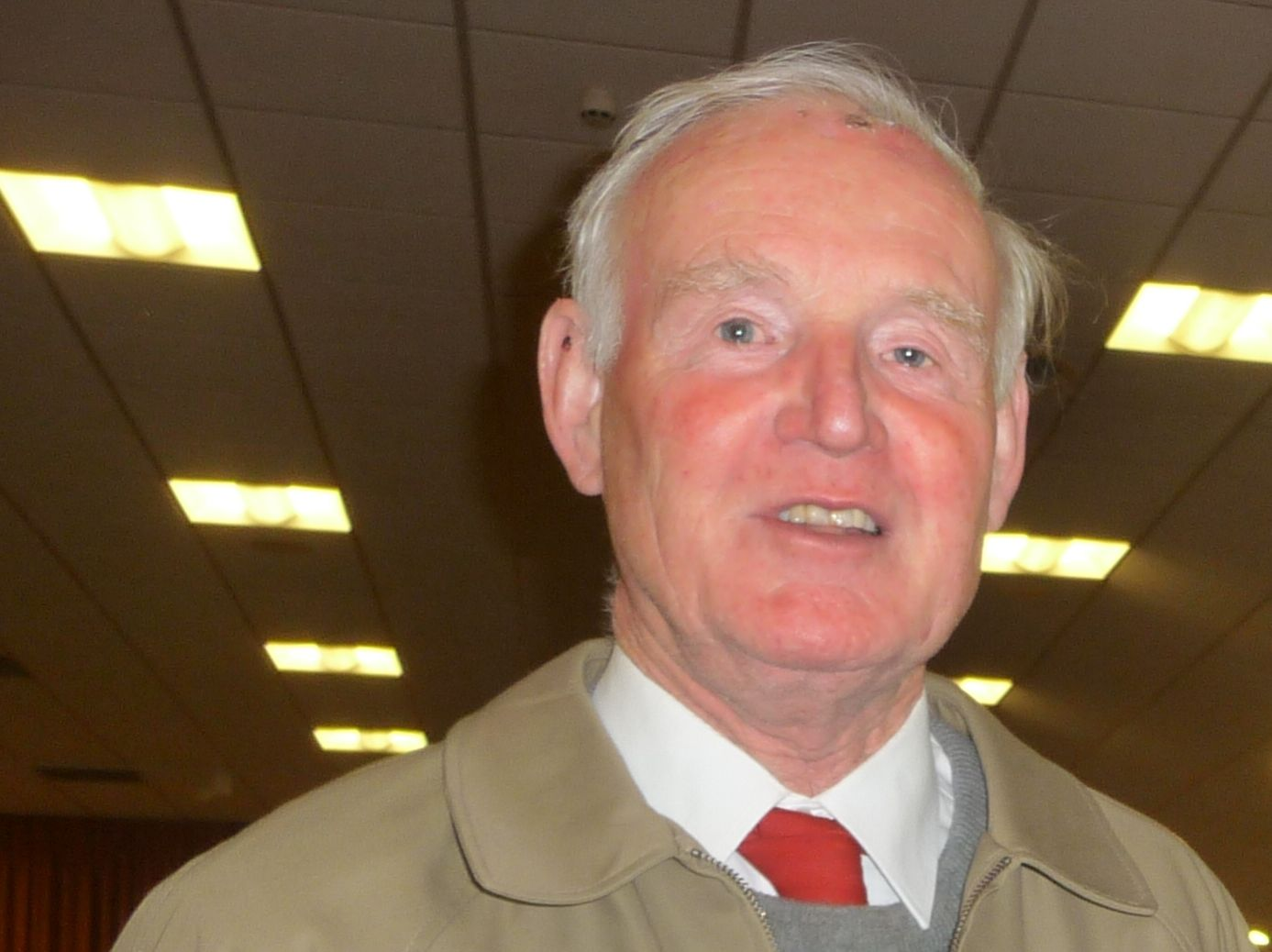
Derek W. Yalden (2010)

Derek William Yalden (* 4. November 1940 in Surrey, England; † 5. Februar 2013 in Forest of Dean, Gloucestershire, England) war ein britischer Zoologe. Seine Forschungsschwerpunkte waren die Ornithologie und die Mammalogie.

## Leben
Yalden erlangte im Jahr 1962 den Bachelor of Science am University College London. 1965 wurde er mit der Dissertation A Contribution to the Functional Morphology of the Mammalian Carpus unter der Leitung von Percy M. Butler am Royal Holloway College zum Ph.D. promoviert. Danach arbeitete er als Assistenzprofessor und schließlich als Senior Lecturer an der School of Biological Sciences der University of Manchester, wo er Wirbeltierzoologie unterrichtete. 2005 trat nach 40 Dienstjahren in den Ruhestand.
Zu Yaldens Projekten zählten die Katalogisierung der Säugetierfauna Äthiopiens sowie die Mitarbeit an Jonathan Kingdons Enzyklopädie Mammals of Africa, die Naturschutzökologie im Peak District, einschließlich Untersuchungen zur Moorlandschaftserosion und Wiederherstellung sowie Studien über die Ökologie von Goldregenpfeifern, Strandläufern, Schneehasen, Rotnackenwallabys sowie die Geschichte der Säugetiere und Vögel in Großbritannien, ein vom Leverhulme Trust gefördertes Projekt zur Erfassung von archäologischen Funden von Vögeln und Säugetieren in einer Datenbank. Gemeinsam mit der Peakland Archaeological Society wirkte er von 1966 bis 1990 an der Erschließung der Foxhole Cave im Peak District mit.
Von 1997 bis 2013 war Yalden Präsident der Organisation The Mammal Society und von 1980 bis 2002 gab er deren Zeitschrift Mammal Review heraus. Er ist Autor oder Co-Autor von über 200 wissenschaftlichen Publikationen. In Zusammenarbeit mit Dieter Kock und Malcolm J. Largen gab er von 1974 bis 1996 den siebenteiligen Catalogue of the Mammals of Ethiopia heraus.
Gemeinsam mit Rainer Hutterer beschrieb er 1990 die Spitzmausarten Crocidura bottegoides und Crocidura harenna.

## Ehrungen und Dedikationsnamen
2010 wurde Yalden mit der Linné-Medaille der Linnean Society of London ausgezeichnet. 2013 wurde der Derek Yalden Fund eingerichtet, der Studenten aus einkommensschwachen Familien finanzielle Unterstützung für ihre Exkursionen während ihres Studiums in Manchester bietet. 1977 benannte der Herpetologe Malcolm J. Largen die Froschart Leptopelis yaldeni nach Yalden. 2003 ehrte Leonid A. Lavrenchenko Yalden im Artepitheton der Yalden-Ratte (Desmomys yaldeni). Beide Arten kommen in Äthiopien vor.

## Schriften (Auswahl)
- The Lives of Bats, David and Charles, 1975
- mit Robert E. Stebbings: Which Bat is it? A Guide to Bat Identification in Great Britain and Ireland, The Mammal Society, 1986
- mit Priscilla Barrett (Illustratorin): The History of British Mammals, T&AD Poyser, Calton, 1999
- mit Umberto Albarella: The History of British Birds, Oxford University Press, 2008
- mit Stephen Harris: Mammals of the British Isles, The Mammal Society, 2008
- mit Stephen Tapper: The Brown Hare, The Mammal Society, 2010